# Jules Staudt
Jules Staudt (Lussemburgo, 7 dicembre 1908 – Lussemburgo, 5 novembre 1966) è stato un pallanuotista lussemburghese, che ha partecipato alle Olimpiadi estive di Amsterdam 1928, assieme al fratello Boyty.